# Fresh Horses
Fresh Horses és una pel·lícula estatunidenca interpretada per Molly Ringwald i Andrew McCarthy, dirigida per David Anspaugh i estrenada l'any 1988.

## Argument
Matt Larkin (Andrew McCarthy) és un bon noi que estudia en un bon col·legi de Cincinnati, té bons amics i una bona i rica xicota. Un dia Larkin creua el pont que enllaça Ohio amb Kentucky i coneix Jewel (Molly Ringwald), una noia camperola diferent a les de la seva classe. Matt no pot sostreure's a la sensualitat de Jewel, ja que ella posseeix un caràcter seductor i una enigmàtica sensualitat que ho desarmen. A més pretén tenir vint anys tot i que no en té més que setze i està casada amb un home violent.

## Repartiment
- Molly Ringwald: Jewel
- Andrew McCarthy: Matt Larkin
- Patti D'Arbanville: Jean
- Ben Stiller: Tipton
- Leon Russom: Kyle Larkin
- Molly Hagan: Ellen
- Viggo Mortensen: Green
- Doug Hutchison: proles
- Dan Davis: Fletcher